# Comostolopsis stillata
Comostolopsis stillata är en fjärilsart som beskrevs av Felder 1875. Comostolopsis stillata ingår i släktet Comostolopsis och familjen mätare. Inga underarter finns listade i Catalogue of Life.